# Mycterus marmoratus
Mycterus marmoratus là một loài bọ cánh cứng trong họ Mycteridae. Loài này được Pollock miêu tả khoa học năm 1993.